# 中沢年甲
中沢 年甲（なかざわ としき、生没年不詳）とは、明治時代の浮世絵師。

## 来歴
月岡芳年の門人、作画期は明治とされる。芳年が浅草須賀町に住んでいた明治19年（1886年）頃、27名の門人宛に出した書状（芳年門人一覧）に「四ツ谷塩町弍丁目　中沢年甲殿」と名が見られる。作に大判3枚続の錦絵「豊臣勲功記　木下須股城ヲ一夜ニ建築之図」があり、版元印には「御届明治十九年一月　日」とある。